# Typ 91 10-cm-Haubitze
Die Typ 91 10-cm-Haubitze (jap. 九一式十糎榴弾砲, Kyūichi-shiki jūssenchi ryūdanhō) war eine Haubitze, die vom Kaiserlich Japanischen Heer im Zweiten Japanisch-Chinesischen Krieg und während des Pazifikkrieges von 1931 bis 1945 eingesetzt wurde. Die Bezeichnung Typ 91 deutet dabei auf das Jahr der Truppeneinführung, das Jahr Kōki 2591 bzw. 1931 nach gregorianischem Kalender, hin.

## Geschichte

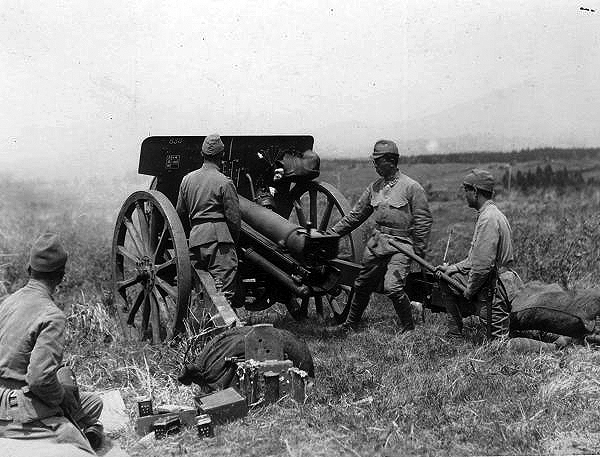
Schießtraining auf dem Fuji Truppenübungsplatz (heute Ost-Fuji-Truppenübungsplatz der Bodenselbstverteidigungsstreitkräfte, jap. 陸上自衛隊東富士演習場), Anfang 1930er

Die Typ 91 10-cm-Haubitze wurde 1931 als leichtgewichtiges, modernes Geschütz in das Kaiserlich Japanische Heer eingeführt. Ausgestattet mit einem hydropneumatischen Rückstoßmechanismus, einer Spreizlafette und einem unterbrochenen Schraubenverschluss konnte die Haubitze Geschosse mit einem Gewicht von mehr als 15 kg über 10 km weit schießen. Mit einer für japanische Geschütze der damaligen Zeit relativ hohen Produktionsstückzahl von 1200 Stück wurde sie zu einer der meistgenutzten Haubitzen im Kaiserlich Japanischen Heer und fand neben dem 75-mm-Feldgeschütz Typ 90 Einsatz in vielen den Heeres-Divisionen unterstellten Artillerie-Regimentern.

## Einsätze

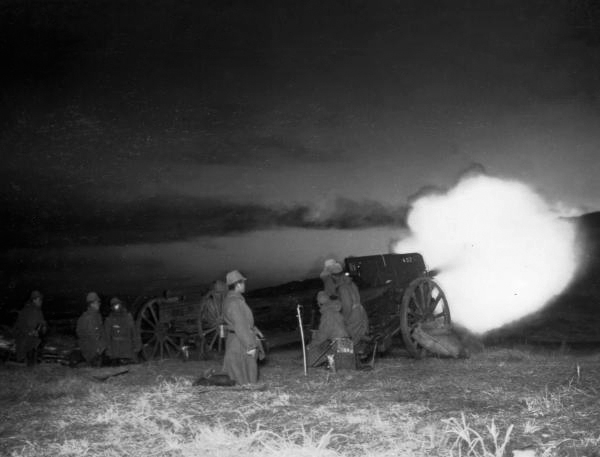
Nachtschießen einer Typ-91-Batterie, Fuji Truppenübungsplatz, Anfang 1930er

Während der japanischen Invasion der Philippinen hatten sich die amerikanischen und philippinischen Verteidiger auf die Halbinsel Bataan zurückgezogen. Nachdem der erste japanische Angriff zurückgeschlagen werden konnte, schickte General Homma Masaharu starke Artillerie-Kräfte unter Generalmajor Kitajima Kineeo, um die alliierten Kräfte zu zerschlagen. Unter den 190 japanischen Geschützen mit Kalibern zwischen 75 und 240 mm waren auch acht Typ-91-Haubitzen des 4. Feldgeschütz-Regiments. Die Typ 91 verschossen dabei 2.908 Granaten. Nach sechs-stündigem Bombardement konnte die nachrückende Infanterie ohne größere Gegenwehr die Halbinsel einnehmen.
Während der Schlacht um Guadalcanal kamen vier Typ-91-Haubitzen des 2. Feldgeschütz-Regiment zum Einsatz, die jedoch wegen Nachschubmangels nur bedingt zum Einsatz kamen.
Bei der Verteidigung Saipans besaßen die japanischen Verteidiger vierzehn Typ-91-Haubitzen der Artillerie-Einheit der 47. Selbstständigen Gemischten Brigade. Obwohl speziell die Haubitzen die amerikanische Landung unter schweres Feuer nahmen, konnten die US-Marines ihre eigenen Geschütze an Land bringen und mit diesen bis Ende des ersten Tages die Hälfte der japanischen Geschütze ausschalten. Bereits am zweiten Landungstag waren auch die restlichen japanischen Geschütze zerstört.
Entlang der Grenze zur Sowjetunion hatte das japanische Heer acht Festungen anlegen lassen, wovon die Festung Kotō am Ussuri-Fluss die stärkste war. Großangelegte Festungswerke, ähnlich der Maginotlinie, wurden von der 4. Grenzschutz-Einheit bewacht. Die 1400 Mann starke Besatzung verfügte über zwei Batterien Feldgeschütze und Typ-91-Haubitzen, das Typ 90 24-cm-Eisenbahngeschütz sowie die Experimentelle 41-cm-Haubitze. Als die Sowjets im August 1945 in der Operation Auguststurm die japanischen Stellungen rund um die Festung Kotō angriffen, wurde die gesamte Festungsbesatzung vernichtet und alle Geschütze gingen verloren.
Die Typ 91 blieb beim Kaiserlich Japanischen Heer bis zum Ende des Pazifikkrieges im Einsatz.
Nachdem die japanischen Truppen nach der Kapitulation Japans das chinesische Festland verlassen hatten, wurden zurückgelassene Typ 91 von der Nationalrevolutionären Armee und der Volksbefreiungsarmee während des Chinesischen Bürgerkriegs verwendet.

## Technische Daten

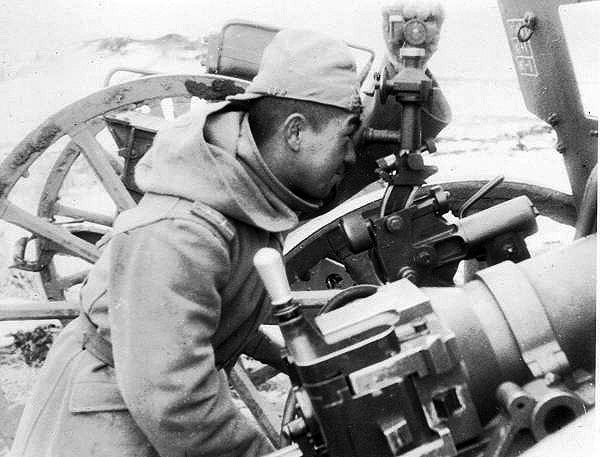
Ein Kanonier am Okular einer Typ-91-Haubitze

Die Typ-91-Haubitze war im Vergleich zu ähnlichen 105 mm Haubitzen der damaligen Zeit verhältnismäßig leicht. Obwohl die japanische Benamung der Haubitze von 10 cm spricht beträgt das Kaliber 105 mm. Etwa 1100 Exemplare waren mit Holzspeichenrädern ausgestattet und wurden normalerweise von sechs Pferden gezogen. Höhen- und Seitenricht-Handräder sowie der Zielmechanismus befanden sich links vom Geschützrohr. Der Feuermechanismus wurde mit Hilfe einer Abzugsleine betätigt. Die Feuergeschwindigkeit lag bei sechs bis acht Schuss pro Minute. Neben der Version mit den Holzrädern kam auch eine sogenannte motorisierte Version mit Gummireifen zum Einsatz, von denen etwa 100 Exemplare produziert wurden.
- Kaliber: 105 mm
- Kaliberlänge: L/24
- Rohrlänge: 2,54 m
- Höhenrichtbereich: −5° bis +45°
- Seitenrichtbereich: 40°
- Geschützgewicht: 1.500 kg
- Geschossgewicht: 15,7 kg
- Mündungsgeschwindigkeit V0 = 546 m/s
- Maximale Reichweite: 10.800 m
- Produzierte Stückzahl: 
  - Holzräder-Version: 1.100
  - Reifen-Version: 100